# Салон

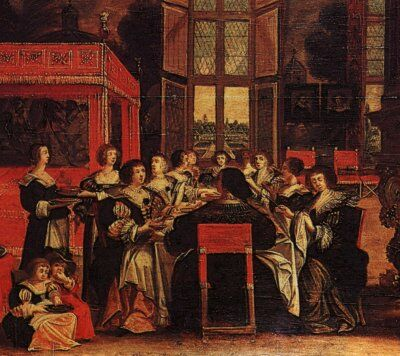
Дамський салон XVII століття. Картина Абрахама Босса.

Сало́н (від фр. salon — кімната, вітальня, своєю чергою від італ. sala — зала) — літературний, музичний, художній, політичний або філософський клуб однодумців, гурток вибраних осіб, які збираються у якомусь приватному приміщенні й ведуть розмови, бесіди на об'єднувальну їх тематику. Зазвичай при означенні цього до назви салону додають ім'я утримувача салону. Появу салонів зазвичай асоціюють з французькими літературними та філософськими рухами XVII–XVIII століть. Практично з 1940-х років щезли.

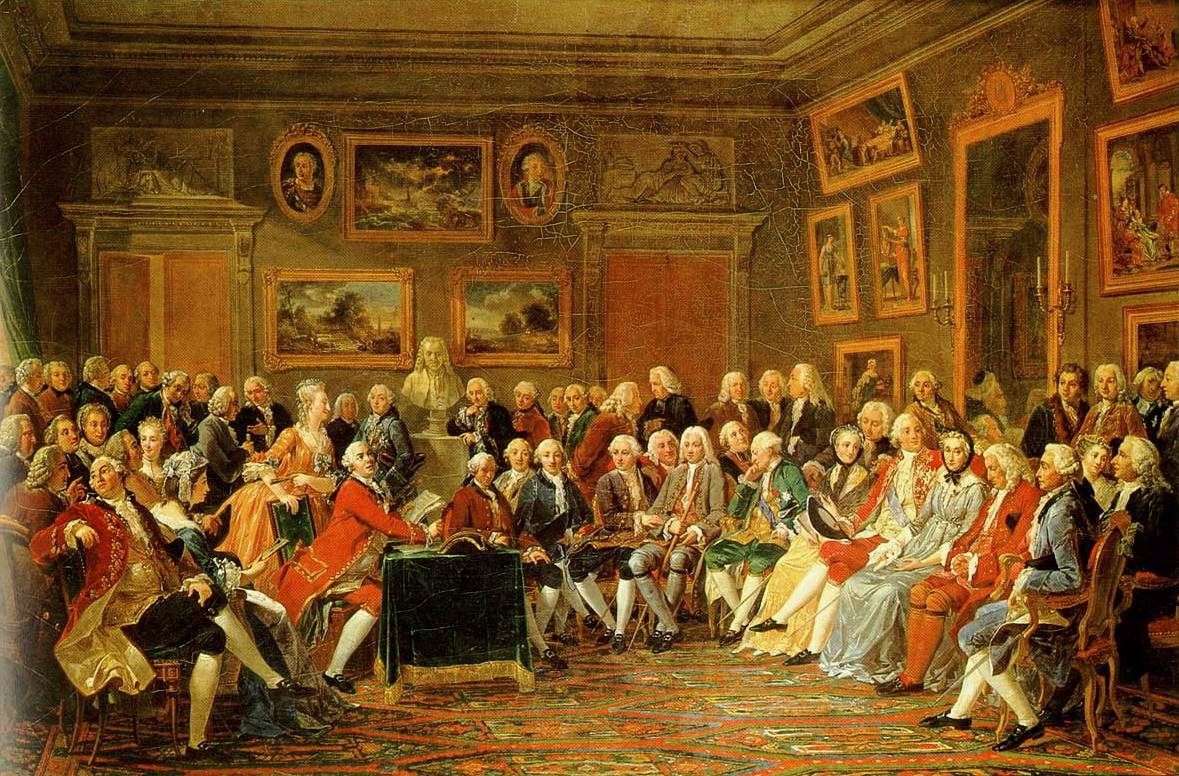
Читання у салоні мадам Жоффрін, 1755 рік.

## Історія появи салонів

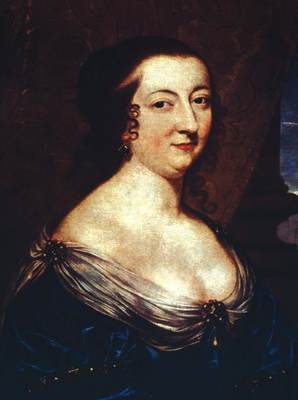
Катерина де Вівон, маркіза де Рамбуйє. Картина невідомого майстра, XVII ст.

Вперше поняття «салон» з'явилося у Франції 1664 року. Спочатку салони — це були місця у певному будинку, де відбувався обмін думок з різного колу питань. Хоча спочатку зустрічі відбувались нерідко у спальнях господаря салону, де господар, або частіше господиня, лежали на своїх ліжках, тоді як інші члени салону сиділи на стільцях, але надалі, особливо завдяки французькому королю Людовику XIV згадали про первинне поняття салону (італ. sala) як зали, тобто великого залу, тоді салони перемістилися в такі приміщення, де, як правило усі стояли.
Перший відомий салон у Франції був «Готель де Рамбує», недалеко від Лувру в Парижі, який його господиня, італійка за походженням Катерина де Вівон, маркіза де Рамбує (1588–1665 роки), проводила з 1607 року до самої своєї смерті. Вона встановила правила етикету салону, які нагадували ранні часи італійського лицарства.
Історіографія салонів неоднозначна. Салони ретельно вивчали різні історики, що сповідували різноманітні течії: феміністські, марксистські, культурні, соціальні та інтелектуальні. Кожен з цих істориків волів зосередитися на різних аспектах салонів, і, таким чином, мав різні оцінки важливості салонів з точки зору історії і просвітництва в цілому.
Вважають, що припинення популярності салонів, які були поширені найбільше у Франції, відбулось одразу після Великої французької революції, коли відбувся розквіт газетярства, хоча повне щезнення припало на період початку Другої світової війни.

## Сутність існування салонів
Вважають, що існування салонів було пов'язано з необхідністю створення механізму обговорення певних проблем, тоді як у придворному суспільстві подібне не віталось і не могло бути здійснене. Разом з тим існування салонів, особливо у Франції, дозволяло виплеснути пар у розгляді деяких ризикованих питань. При цьому етикет багатьох салонів не дозволяв обговоренню перейти у рамки галасливих суперечок, адже усі питання в салонах мали обговорюватися без підвищення голосу, спокійно, розважливо. В деяких салонах окремих країн забороняли розглядати політичні колізії. Салони стали частиною опозиційної громадської сфери, замість того, щоб бути продовженням придворного суспільства. Особливістю, яка відрізняла салон від королівського двору, була відсутність соціальної ієрархії та можливість змішання різних соціальних рангів і порядків. Крім того, у салонах існували більші можливості вільного спілкування чоловіків та жінок, що створювало певні принади в заохочуванні відвідування цього місця. Салони також несли функцію просвітництва, яке часто придворні кола не хотіли робити або не могли.

## Роль жінок у салонах
У той час жінки мали потужний вплив у салонному русі. Жінки були центром життя в салоні, несли дуже важливу регуляторну роль. Вони мали право вибирати своїх гостей, вирішували, що буде предметом їх зустрічей. Ці зустрічі мали соціальні, літературні, або, навіть, політичні розмовні стрижні. У них жінки мали вирішальну роль як посередники, які направляли дискусію у відповідне русло.
Салони стали на той час дійсно неформальними університетами для жінок, в яких вони мали можливість обмінюватися ідеями, критикувати та бути розкритикованими, читали свої власні твори й чули твори та ідеї інших інтелектуалів. Багато амбітних жінок використовували салон, щоб продовжити свою освіту.
Салон, який появився у Парижі 1652 року, що його сучасники називали «салоном мадам Скюдери», збирав жінок, які були вдягнені у сині панчохи (фр. les bas-bleus) за тодішньою модою, що стало надалі номінальною назвою для інтелектуальних жінок протягом наступних трьох сотень років.

## Салони в інших країнах
За аналогією з французькими салонами в багатьох країнах були створені свої, які навіть мали певні особливості.
- У Бельгії салони максимально були розвинені у першій половині XIX століття, переважно мали культурологічний напрямок, включали як бельгійських аристократів, так і тих французьких дворян, що були тут у вигнанні.
- У Німеччині салони переважно створювали єврейські жінки із заможних родин, які, таким чином, боролися з панівним в країні культом чоловіків і антисемітизмом. У XIX столітті салони дозволили єврейським жінкам встановити у своїх будинках такі місця, в яких жінки та чоловіки, євреї та неєвреї могли б зустрітися у відносній рівності. Однодумці могли спільно вивчати мистецтво, літературу, філософію або музику разом. Ця жменька освічених єврейських жінок змогла уникнути обмеження  соціального статусу.
- У Британії, переважно, в Англії салони підтримували нововведення французьких однодумців. Саме у салоні Елізабет Монтег'ю підхопили сині панчохи й створили «Товариство синіх панчіх».
- Італійські салони, як одні з перших, переважно займалися мистецтвами, а особливо, живописом. Вони служили як спосіб ухилення від державної цензури, коли публічне обговорення могло бути проведене в приватному порядку.
- У країнах Латинської Америки, особливо, в Аргентині, були популярні салони політичного напрямку, що було пов'язане з рухом звільнення від іспанської колонізації. Зокрема, в Аргентині, в салоні Марікіти Санчес вперше заспівали гімн цієї країни.
- А от у Польщі аристократи очолили салонний рух. Популярними були салони герцогині Синявської, короля Станіслава Августа Понятовського (так звані «Четвергові вечері»), Зофьї Любомирської та Ізабели Чарторийської.
- У Данії салони були переважно літературного напрямку, особливо розквітнули під час так званого «Данського Золотого сторіччя» наприкінці XVIII століття.
- У Швеції до початку XIX століття салони мали переважно політичний напрямок, де часто бували дипломати іноземних країн і, таким чином, вирішували багато своїх питань. Надалі, салони Швеції мали переважно літературне спрямування.
- В Іспанії салони були переважно мистецько-літературного напрямку.
- У США салони несли чітку просвітницьку ідею. Так під час так званого «Ренесансу Гарлему» в салоні Рут Логан Робертс збиралися провідні політичні діячі та діячі культури цього району Нью-Йорка.
- У Російській імперії також розвинулися салони різного спрямування, що відбулось не насамперед через абсолютизм влади. В літературних салонах (гуртках) читали ті твори, які внаслідок цензури або з'являлись у друку пізно, або взагалі не друкувались. Деякою мірою салони посприяли розвитку російського націоналізму, зокрема, гуртки слов'янофілів.